# 吉田 (長野市)
吉田（よしだ）は、長野県長野市の市街地北東部の地域名・町名。
1. 【狭義】吉田一〜五丁目の範囲。1914年（大正12年）4月時点の上水内郡吉田町域に相当。
2. 【広義】1.に桐原一〜二丁目・中越一〜二丁目を加えた範囲。1876年（明治9年）5月時点の上水内郡吉田村域に相当。長野市役所吉田支所管内の範囲。

本項では主に1.について解説しながら、#沿革の項ではかつて2. の区域に所在した上水内郡吉田村（よしだむら）、1. の区域に所在した同郡吉田町（よしだまち）についても述べる。
1. の範囲の現行行政地名は吉田一・二・三・四・五丁目。住居表示実施済み区域である。郵便番号は381-0043。

## 概要
地区の北端には浅川が東西に流れ、長野電鉄長野線と相ノ木通り（旧北国街道）及び長野県道374号北長野停車場中俣線が並行して東西に横切る。北東部をしなの鉄道北しなの線及び北陸新幹線が南西から北東へ通過し、これが三・四丁目の境をなし、一〜三丁目と四・五丁目を分断している。周囲は以下の大字・町丁と接する。
長野電鉄の桐原駅・信濃吉田駅としなの鉄道北長野駅が利用でき、地区内には多くの路線バスが走る交通至便な地である。このため長野市の近郊住宅地として急速に発展した。
古くは北国街道（現 相ノ木通り）沿いを中心に発展し、北国街道が屈折する付近（本町＝吉田一丁目）が吉田村の中心地であった。このあたりには今でも歴史を感じさせる古い商家が見られる。
その後本町のやや南東に、1898年（明治31年）に吉田駅（現 北長野駅）、1926年（大正15年）に吉田町駅（現 信濃吉田駅）が隣接して開業し、両駅周辺が栄えるようになる。
モータリゼーションの時代に入ると地区北部のSBC通り沿いにロードサイド店舗が軒を連ね、賑わいを見せる。しかし一方の駅周辺地区でも、両駅の中間に1990年（平成2年）、長野市内初の市街地再開発事業として北長野駅前B-3地区再開発事業が完成。ながの東急百貨店系のショッピングセンター「ながの東急ライフ」が入居し、鉄道利用者・自動車利用者ともに多くの買い物客が訪れるようになった。続いて1997年（平成9年）には北長野駅前B-1地区再開発事業として、信濃吉田駅直結の高層マンション「ノルテながの」が完成。低層階に長野市役所吉田支所・公民館・保健センター・児童センターなどが入居し、公共施設の集積も図られている。

### 地名の由来
「吉田」という地名が最初に登場するのは『吾妻鏡』である。1186年（文治2年）3月12日の条で、「左馬寮領　吉田牧」とあるのが、ほぼ当地区の吉田になるらしい。善光寺の東方、浅川扇状地上に設置された「吉田牧」の水田化した村名であろうと思われる。また、1581年（天正9年）の『信濃国道者之御祓くばり日記』に、「吉田の町」とあるので、戦国時代すでにそれが成立していたらしい。人々が住み着いてよい田をひらいた。よい田だから「吉田」の村名が生まれたともいわれる。

### 人口
市の推計人口による。各年10月1日の数字。
| \| 1985年（昭和60年） \| 15,072人 \| \| \| 1990年（平成2年） \| 15,696人 \| \| \| 1995年（平成7年） \| 16,824人 \| \| \| 2000年（平成12年） \| 16,781人 \| \| \| 2005年（平成17年） \| 16,904人 \| \| \| 2010年（平成22年） \| 17,427人 \| \| \| 2015年（平成27年） \| 17,157人 \| \| \| 2020年（令和2年） \| 16,861人 \| \| |          |  |
| 長野市 / 推計人口 |          |  |
| 1985年（昭和60年） | 15,072人 |  |
| 1990年（平成2年） | 15,696人 |  |
| 1995年（平成7年） | 16,824人 |  |
| 2000年（平成12年） | 16,781人 |  |
| 2005年（平成17年） | 16,904人 |  |
| 2010年（平成22年） | 17,427人 |  |
| 2015年（平成27年） | 17,157人 |  |
| 2020年（令和2年） | 16,861人 |  |

地区内の人口及び世帯数は以下の通り（令和5年3月1日現在）。
|            | 世帯数    | 人口     |
| ---------- | --------- | -------- |
| 吉田一丁目 | 882世帯   | 1,801人  |
| 吉田二丁目 | 1,514世帯 | 3,387人  |
| 吉田三丁目 | 787世帯   | 1,751人  |
| 吉田四丁目 | 1,401世帯 | 3,186人  |
| 吉田五丁目 | 1,129世帯 | 2,535人  |
|            |           |          |
| 計         | 5,713世帯 | 12,660人 |

## 沿革
平安時代
- 『和名抄』水内郡芋井郷に属す（中越に芋井森中古衣神社が存在する）。

- 927年（延長5年） - 『延喜式』神名帳の水内郡九社中に皇足穂宮（吉田神社）が書かれる。
- 961年（応和元年） - 『北山抄』に桐原の牧が登場する。

鎌倉時代
- 左馬寮の牧場として吉田牧が登場する（『吾妻鏡』）[3]。

室町時代
- 1392年（明徳3年） - 「高梨文書」「高梨朝高言上状案（たかなしあさたかごんじょうじょうあん）」に高梨与一の知行地として小井郷（こいごう）吉田村が書かれる。
- 1468年（応仁2年） - 『諏訪御符礼之日記』に「桐原・宇岐（宇木）・小鹿野（おじかの）（押鐘）・吉田・長嶋？」の五ヶ村が交代で諏訪の花会（はなのえ）の頭役を交代でつとめたことが書かれる。
- 1471年（文明3年） - 島津忠国領

安土桃山時代
- 1576年（天正4年） - 信濃浄土真宗20数ヶ寺の内、善敬寺（現吉田三丁目）が石山合戦につき、十俵一斗を兵糧米として石山本願寺に献納した。
- 1578年（天正6年） - 『上諏訪大宮造宮清書帳』に「吉田之郷役銭一貫500文を負担」「瑞籬（みずかき）三間役銭之次第、宇木郷おしかね…合一貫文」とある。
- 1581年（天正9年） - 『信濃国道者之御祓（おはらい）くばり日記』「かつらやま分、よし田のまち籐左衛門・同新四郎」とある。
- 1602年（慶長7年）『信濃国川中島四郡検地打立之帳』に石高は吉田村832石、押鐘村235石、桐原村363石、中越村265石、下越村246石とある。

江戸時代
- 水内郡の内、吉田村・押鐘村・桐原村・中越村・下越村は松代藩領

- 1611年（慶長16年） - 北国街道が整備され吉田村を通る。道幅約三間（約5.5m）
- 1625年（寛永2年） - 吉田村田町（現 吉田一丁目）に口留番所が置かれる。
- 1742年（寛保2年）7月 -  戌の満水、押鐘村用水堰被害受ける。下越村石高246石余の内127石被害。押鐘村石高235石余の内233石被害受ける。
- 1761年（宝暦11年） - 吉田村北本町（現 吉田三丁目）に茂呂一元（何丸）生まれる。
- 1783年（天明3年）7月 -  浅間山噴火、以後大飢饉となる。中越村年貢延納願いを郡（こおり）奉行所に提出する。
- 1824年（文政7年） - 何丸が京都二条家より「月院社大宗匠」を許される。
- 1832年（天保3年） - 何丸が京都二条家より「俳諧奉行職御代官」を仰せつけられる。
- 1834年（天保5年） - 『信濃国郷帳』に石高は押鐘村235石余、吉田村840石余、桐原村366石余、中越村268石余、下越村246石余とある。
- 1837年（天保8年） - 何丸死去。（77歳）
- 1834年（天保10年） - 「天保十年木綿布仲間連盟調帳」に木綿布仲間、吉田組20人とある。
- 1865年（慶応3年） - 吉田村田町（現 吉田一丁目）に産物会所が置かれる。「松代藩各会所木綿改表」に繰綿扱い量4737貫で松代領の全体の42％を占めたとある。
- 1866年（慶応4年） - 下越村が太田村と改称する。

旧吉田村の歴史
- 1872年（明治5年） - 吉田村田町にあった松代藩口留番所・産物会所が廃止される。
  - 吉田村・押鐘村は6月中野県を経て7月長野県管轄となる。中越村・大田村は7月松代県を経て11月長野県管轄となる。
- 1873年（明治6年） - 吉田村小町（現 吉田三丁目）の善敬寺に、積成学校（現 長野市立吉田小学校）が開校。のち、1891年（明治24年）に吉田尋常小学校として現在地（現 吉田三丁目）に移転
- 1873年（明治7年） - 太政官布告により大区小区制施行される。吉田・押鐘は第6小区、中越・太田は第22大区第4小区となる。
- 1876年（明治9年）5月30日 - 水内郡吉田村、同郡押鐘村・太田村・中越村を編入。
  - 戸数305戸、人口1410人となる。
- 1879年（明治12年）1月4日 - 大区小区制廃止、郡区町村編制法施行。吉田村は上水内郡に属する。
  - 10月 - 吉田村田町（現吉田一丁目）に長野警察署落合交番所が設置される（旧口留番所跡）。
- 1880年（明治13年） - 吉田村本町（現 吉田一丁目）に吉田5等郵便局設置される。
  - 戸数375戸、人口1,631人となる。
- 1881年（明治14年）10月20日 - 上水内郡吉田村から太田村・中越村が再び独立
- 1889年（明治22年）
  - 4月1日 - 上水内郡吉田村、同郡太田村を再び編入。
  - 5月20日 - 吉田村田町の長野警察署落合交番所が14号駐在所と改称される。
  - 戸数351戸、人口2,527人となる。
- 1900年（明治23年） - 乗合トテ馬車が淀ヶ橋〜吉田〜須坂を走った。
- 1894年（明治27年） - 吉田消防組結成される。
- 1898年（明治31年）9月1日 - 中越村（現 中越二丁目）に、吉田駅（現 北長野駅）が開業
  - 「一線路」吉田駅〜小学校、「二線路」吉田駅〜横町と本町角、「三線路」吉田駅〜中枝町（中越の池まで）の3本の道路が建設される。
- 1903年（明治36年）- 吉田村小町（現吉田三丁目）に信濃電気吉田支店設立される。（現 中部電力長野センター・長野資材センター）
- 1905年（明治38年）- 吉田村東町（現吉田四丁目）に越寿三郎の信越カーバイト工場が建設される。
- 1907年（明治40年） - 吉田村本町の吉田郵便局に電信架設される。
- 1908年（明治41年）4月22日 - 吉田村小町（現 吉田三丁目）に、上水内郡組合立東部農学校（現 長野県長野吉田高等学校）が開校。のち、1923年（大正12年）に長野県上水内農学校として長野市大字吉田広町（現 吉田二丁目）の現在地に移転。
- 1909年（明治42年） - 吉田村本町の吉田郵便局に電話架設される。
- 1911年（明治45年） - 吉田商工会が組織される。（現 吉田商工振興会）
  - 戸数488戸となる。
- 1913年（大正2年） - 長野実業銀行（のち信濃銀行を経て上田殖産となるが解散）吉田支店設立される。
  - 戸数517戸、人口2,790人となる。

旧吉田町の歴史
- 1914年（大正3年）4月1日 - 町制施行。上水内郡吉田町となる。
- 1915年（大正4年） - 辰巳池を建設する。
- 1917年（大正6年）11月16日 - 吉田町横町（現 吉田一丁目）に新町役場竣工し移転（旧連絡所の位置）する。
- 1919年（大正8年） - 戸数490戸、人口2,488人となる。
- 1921年（大正10年）8月 - 乗合自動車、淀ヶ橋〜吉田〜須坂間開通する。
  - 戸数540戸、人口2823人となる。
- 1922年（大正11年） - 長野警察署14号駐在所が吉田町田町より吉田町小町（現 吉田三丁目）に新築移転する（旧派出所の位置）。
  - 戸数541戸、人口2,749人となる。

長野市吉田の歴史
- 1923年（大正12年）7月1日 - 上水内郡吉田町、同郡芹田村・三輪村・古牧村とともに長野市に編入。旧吉田村域は大字吉田、旧太田村域は大字太田となる。
  - 町役場は長野市吉田支所（→出張所→連絡所→支所）となる。
  - 吉田消防組が長野市消防組第十番組（旧連絡所隣接地）となる。
- 1925年（大正14年） -  戸数597戸、人口2921人となる。
- 1926年（大正15年）
  - 6月28日 - 大字吉田小町（現 吉田三丁目）に、長野電気鉄道（当時）の吉田町駅（現 信濃吉田駅）が開業
  - 7月1日 - 長野警察署14号駐在所が吉田巡査派出所となる。（現 長野中央警察署吉田交番）
  - 戸数765戸、人口3700人となる。
- 1926年（昭和元年） - 越寿三郎により大字吉田東町（現 吉田四丁目）に長野製糸株式会社が設立される（昭和11年閉鎖）。
- 1927年（昭和2年） - 戸数805戸、人口3,800人となる。
- 1928年（昭和3年） - 大字吉田横町（現 吉田一丁目）の旧吉田町役場内に長野市庶民信用組合（現 長野信用金庫）吉田出張所が開設する。
- 1930年（昭和5年）- 城山にあった斎場が移転し大字太田（現 吉田五丁目）に長野市太田斎場建設される（現長野県営野球場の地。後、大峰斎場へ移転）。
- 1933年（昭和8年）- 吉田上松線（SBC通り）建設始まる。
  - 吉田〜若槻吉村間に乗合自動車運行（8人乗り、時速25km）。
- 1939年（昭和14年）- 長野市消防組第十番組を長野市警防団第8分団と改称。
- 1942年（昭和17年）- 八十二銀行本店吉田特別出張所が吉田729番地（現 吉田一丁目）に開設される。
- 1943年（昭和18年）- 戸数866戸、人口4,185人となる。
- 1944年（昭和19年）- 八十二銀行本店吉田特別出張所が吉田出張所となる。
  - 戸数984戸、人口4,865人となる。
- 1945年（昭和20年）- 長野空襲で省線（現 JR）吉田駅付近機銃掃射される。一戸全焼、一人死亡する。
  - 戸数1,168戸、人口5,486人となる。
- 1944年（昭和21年）- 戸数1,160戸、人口5,450人。
- 1947年（昭和22年）- 長野市警防団第8分団を長野市消防団第8分団と改称。
  - 戸数992戸、人口5,730人となる。
- 1948年（昭和23年） - 長野市立吉田小学校に併設して、長野市立東部中学校が開校。のち、1950年（昭和25年）に大字古野（現 桐原二丁目）の現在地へ移転。
  - 大字吉田横町（現 吉田一丁目）に長野市公民館吉田分館（→城山公民館吉田分館→長野市立吉田公民館）発足する。
  - 大字吉田東町（現 吉田一丁目）に県営住宅建設される。
  - 戸数1,306戸、人口6,201人となる。
- 1949年（昭和24年） - 戸数1,439戸、人口6,854人となる。
- 1950年（昭和25年） - 大字吉田小町（現 吉田三丁目）に吉田映画劇場が開館する。電鉄信濃吉田駅南側。
  - 大字吉田広町（現 吉田二丁目）に県営住宅・市営住宅建設される。
  - 8月1日 - 八十二銀行本店吉田出張所が支店に昇格する。
- 1951年（昭和26年） - 長野市消防署第4分所が大字吉田横町に開設される。
  - 11月19日 - 八十二銀行吉田支店が吉田989番地（現 吉田三丁目）に新築移転する。
  - 戸数1,481戸、人口7,111人となる。
- 1952年（昭和27年）3月25日 - 大字吉田押鐘（現 吉田一丁目）にSBC信越放送が開業する。
- 1954年（昭和29年） - 戸数1,708戸、人口8,395人となる。
- 1955年（昭和30年） - 大字吉田東町（現 吉田四丁目）に国立職業補導所（現 ポリテクセンター長野）設立される。
  - 戸数1,748戸、人口8,337人となる。
  - 6月 - 大字吉田小町（現 吉田三丁目）にセントラル映画劇場が開館する（のちマツヤ→現 長野信用金庫吉田支店）。
- 1960年（昭和35年）- 吉田地区に有線放送電話開通する（加入者711件）。
  - 戸数2,340戸、人口10,066人となる。
- 1961年（昭和36年） - 大字吉田東町（現 吉田四丁目)に吉田東町郵便局開局する（旧東町踏切南）。
- 1963年（昭和38年）- 吉田映画劇場が閉館する。
- 1965年（昭和40年） - 戸数3,210戸、人口12,588人となる。
- 1966年（昭和41年） - 長野県営野球場が大字太田（現 吉田五丁目）に建設、完成する。
  - 戸数3,321戸、人口13,055人。
- 1968年（昭和43年）12月9日 - 長野信用金庫吉田支店が店舗を新築し大字吉田田町（現 吉田一丁目）へ移転する。
- 1969年（昭和44年）5月1日 - 長野市農業協同組合が結成され、大字吉田小町（現 吉田三丁目）に本所が置かれる。
- 1970年（昭和45年）4月1日 - 住居表示実施。大字吉田の大半と大字太田の全域が、吉田一・二・三・四・五丁目となる。
  - 11月16日 - 八十二銀行吉田支店が新築される（その後一時閉店）。
- 1972年（昭和47年） - 吉田一丁目に吉田一郵便局開局する。
  - 吉田一丁目に長野市勤労者青少年ホーム建設される。
  - 吉田五丁目に白菊団地建設される。
  - 戸数3,730戸、人口13,958人となる。
- 1973年（昭和48年）- 吉田五丁目に芙蓉苑団地建設される。
- 1974年（昭和49年） - 戸数4,057戸、人口14,264人となる。
- 1975年（昭和50年） - 吉田五丁目に長野運動公園総合プール建設。完成する。
  - 戸数4,065戸、人口14,241人となる。
- 1977年（昭和52年） - 吉田一丁目の旧町役場庁舎位置に、新しく吉田連絡所・城山公民館吉田分館がつくられる。
- 1977年（昭和52年） - 吉田三丁目に長野信用金庫吉田支店が新築移転する（現在地）。
- 1978年（昭和53年）8月26日 - 吉田五丁目に、長野運動公園総合体育館が完成。翌月からやまびこ国体の一部競技が開催される
- 1981年（昭和56年）
  - 8月26日 - 吉田二丁目に長野県信用組合吉田支店開店する。
  - 10月1日 - 吉田五丁目の第二ため池（下の堤）が埋められ、長野市東長野老人憩の家が建てられる。
- 1985年（昭和60年） - 長野市消防局吉田分署が北部分署として若槻へ移転する。
- 1990年（平成2年）11月 - 吉田三丁目に、北長野駅前B-3地区再開発事業としてながの東急ライフが開業
- 1997年（平成9年）
  - 4月1日 - 長野電鉄の信濃吉田駅全面改築工事完成する。
  - 9月11日 - 吉田三丁目に、北長野駅前B-1地区再開発事業としてノルテながのが開業する。同時に吉田連絡所・城山公民館吉田分館が移転する。1Fに八十二銀行吉田支店再び出店する。
  - 9月30日 - 吉田五丁目に、長野オリンピックアイスホッケーB会場（アクアウィング）が完成。長野パラリンピック終了後、改修し1999年（平成11年）から長野運動公園総合運動場総合市民プールとなる
  - 11月1日 - 長野市農業協同組合の本所が吉田二丁目より三丁目に移転する。吉田二丁目には吉田支所が置かれる。
- 1998年（平成10年）
  - 10月2日 - 長野市農業協同組合がながの農業協同組合に合併し、吉田三丁目の建物も吉田支所となる。
  - 11月24日 - 住居表示実施。桐原一・二丁目の成立とともに、大字吉田の残余の住居表示未実施区域が吉田三丁目27番・28番となる。これにより、吉田地区全域で住居表示が完了する
- 1999年（平成11年）- JR信越本線（現 しなの鉄道北しなの線）をアンダーパスする辰巳隧道完成する。東町踏切撤去される。
- 2006年（平成18年）9月3日 - 吉田一丁目の信越放送が問御所町へ移転完了する。
- 2008年（平成20年）2月25日 - 吉田三丁目に、北長野駅前A-2地区再開発事業として信濃吉田駅前A-2ビルが開業。

### 旧町名

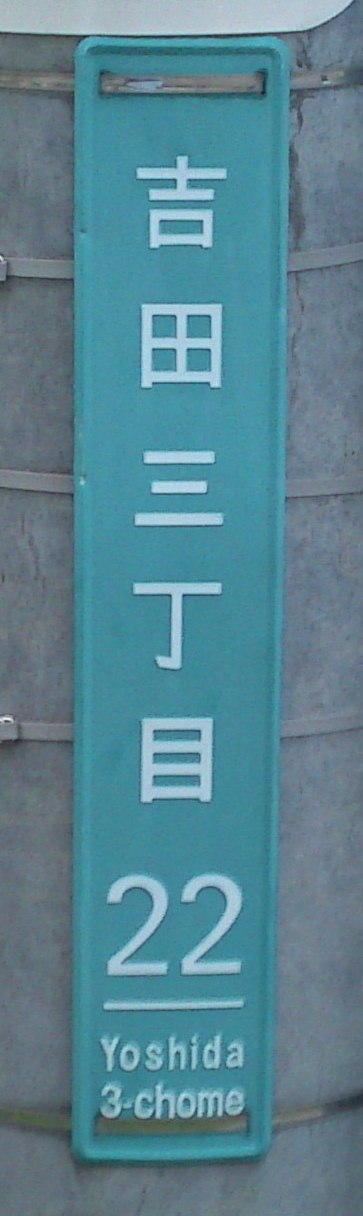
街区表示板

吉田地区では、1970年（昭和45年）に長野市内で初めて住居表示が実施された。住居表示実施前の町名（行政区）と現在の町丁名は、概ね以下の通りである。
| 旧町名                     | 現在の町丁名                             |
| -------------------------- | ---------------------------------------- |
| 押鐘（おしがね）           | 吉田一丁目 および 吉田二丁目の一部       |
| 上町（かみまち・かんまち） | 吉田一丁目 および 吉田二丁目の一部       |
| 吉田田町（- たまち）       | 吉田一丁目 および 吉田三丁目の一部       |
| 吉田横町（- よこまち）     | 吉田一丁目 および 吉田三丁目の一部       |
| 本町（ほんまち）           | 吉田一丁目 および 吉田二・三丁目の各一部 |
| 広町（ひろまち）           | 吉田二丁目                               |
| 北本町（きたほんまち）     | 吉田二丁目 および 吉田三丁目の一部       |
| 小町（こまち）             | 吉田三丁目                               |
| 吉田東町（- ひがしまち）   | 吉田四丁目 および 吉田三丁目の一部       |
| 原町（はらまち）           | 吉田四丁目 および 吉田三丁目の一部       |
| 西堀（にしぼり）           | 吉田四丁目                               |
| 太田（おおた）             | 吉田五丁目                               |
| 鍋屋（なべや）             | 吉田五丁目                               |

## 交通
鉄道

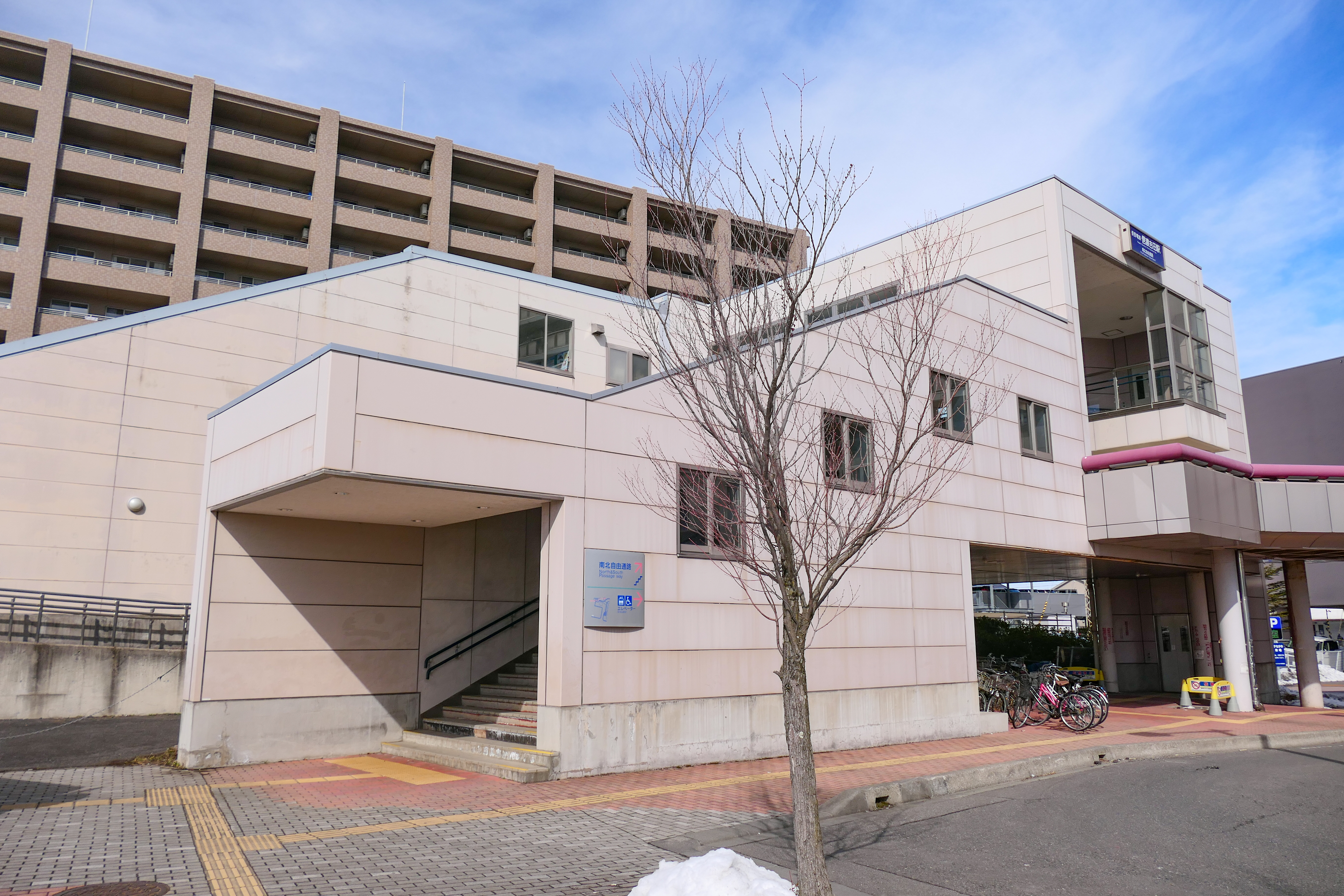
信濃吉田駅南口（吉田三丁目）

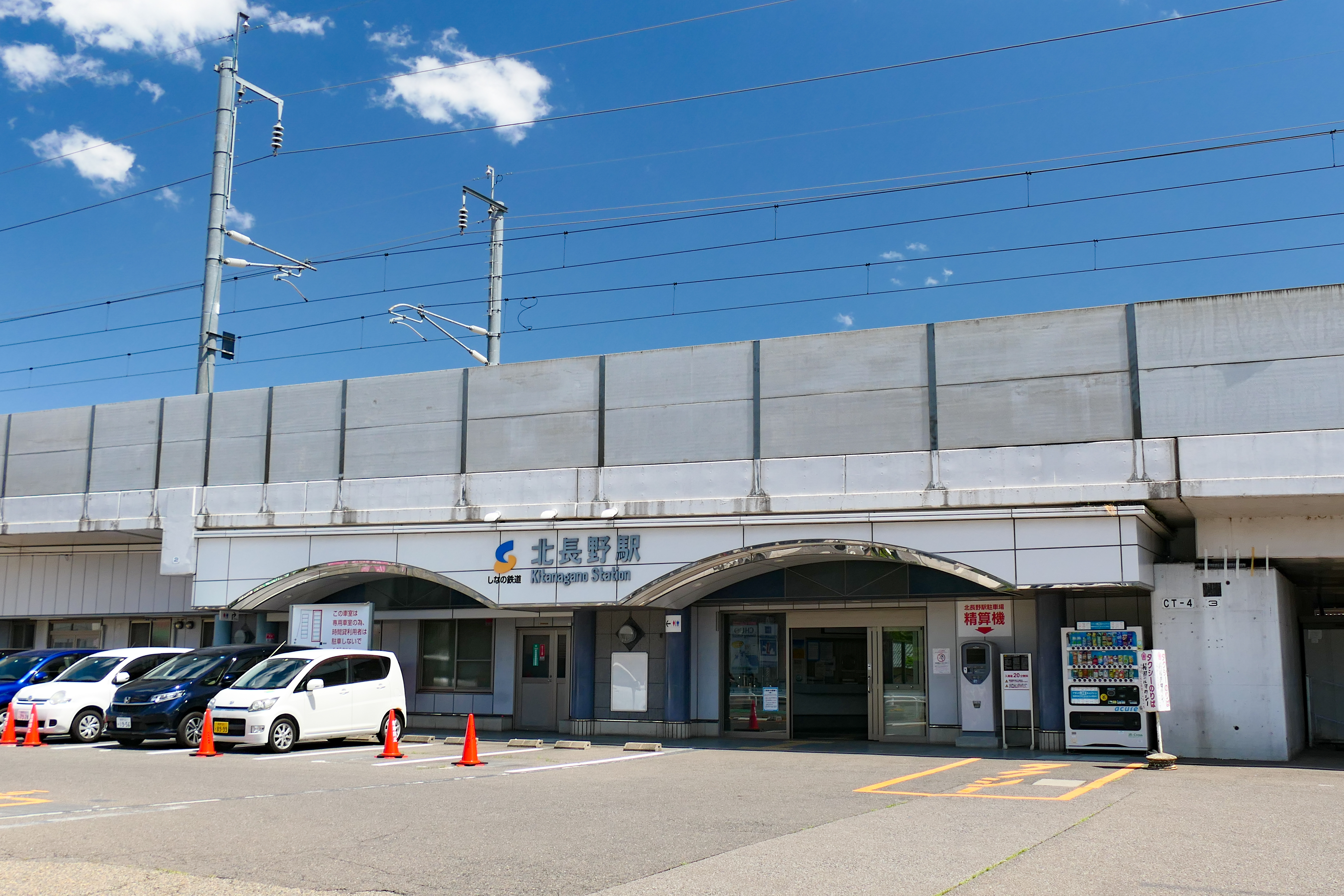
北長野駅（中越二丁目）

長野電鉄の信濃吉田駅が吉田三丁目にあり、以下の路線が利用できる。また吉田一丁目付近からは桐原駅（桐原一丁目）が利用できる。
- 長野電鉄
  - ■長野線

また、吉田三・四丁目付近からはしなの鉄道北長野駅（中越二丁目）が利用できる。
- しなの鉄道
  - ■北しなの線
  - ■JR飯山線[6]

路線バス
地区内のSBC通り・北長野通りなどを走る、長電バス・ぐるりん号の以下の路線系統が利用できる。
- 長電バス
  - 62 長野駅 - 東長野病院
  - 63 長野駅 - 三才駅 - 柳原
  - 61 長野駅 - 浅川西条
  - 52 長野駅 - 運動公園東
  - 55 長野駅 - 牟礼
- ぐるりん号
  - 東北ぐるりん号

## 施設

### 吉田一丁目
- 皇足穂吉田大御神宮（吉田神社） - ※現社地
- ヤマダデンキテックランド New 長野SBC通り本店 - 信越放送 (SBC)本社跡
- 長野市北部勤労者青少年ホーム
- 吉田一郵便局
- 万刀美神社
- 養輝神社
- 観音堂 - 境内では弘法大師と歯の痛みを治すあごなし地蔵尊を祀る[7]。

### 吉田二丁目

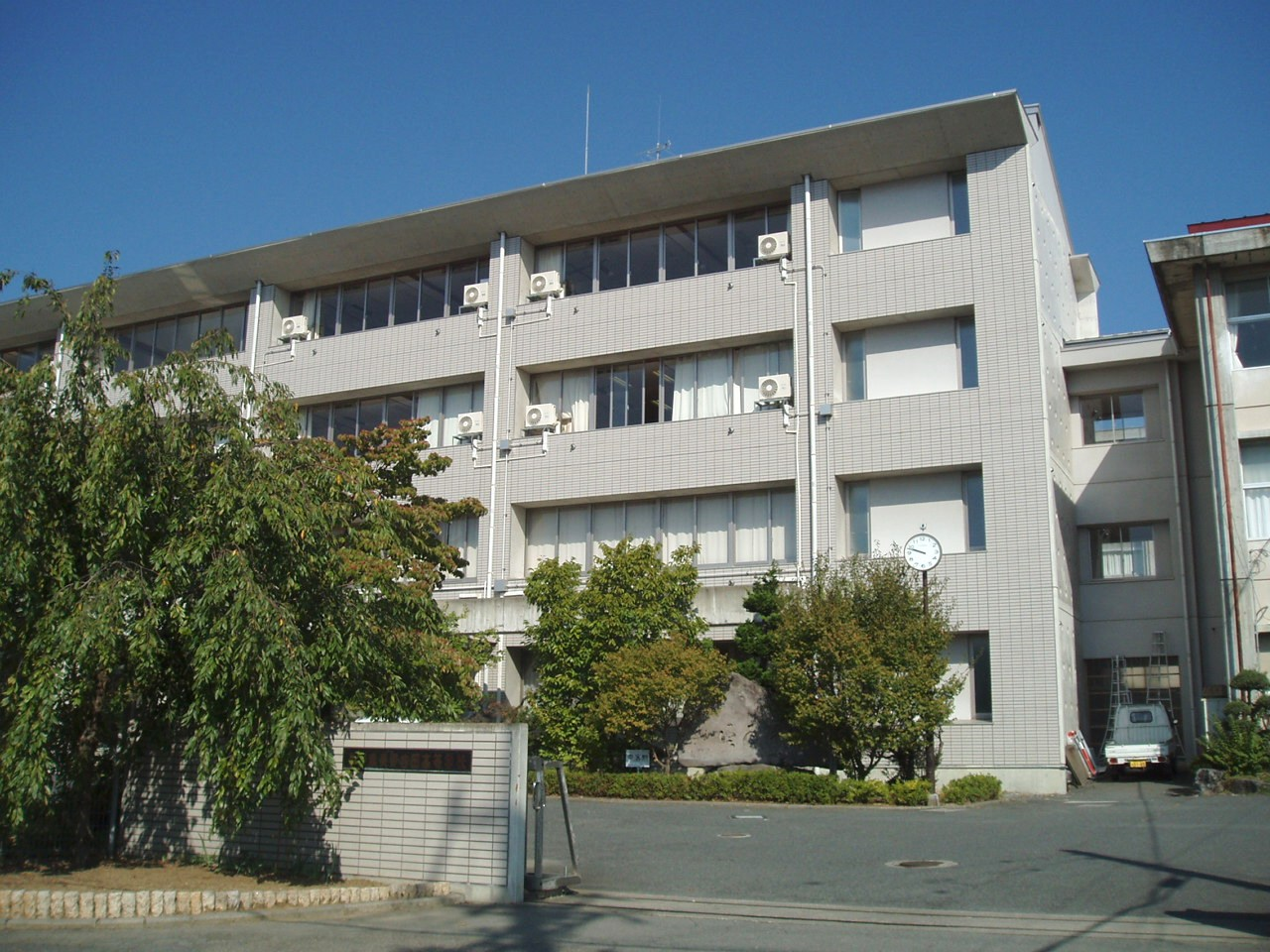
長野吉田高等学校

- 長野県長野吉田高等学校
- 長野県営住宅吉田広町団地
- 長野市営住宅吉田広町A団地
- 長野市営住宅吉田広町B団地
- 長野県信用組合 吉田支店
- 長野吉田郵便局
- 盛伝寺

### 吉田三丁目
- 辰巳公園
  - 辰巳池
- 長野中央警察署 吉田交番

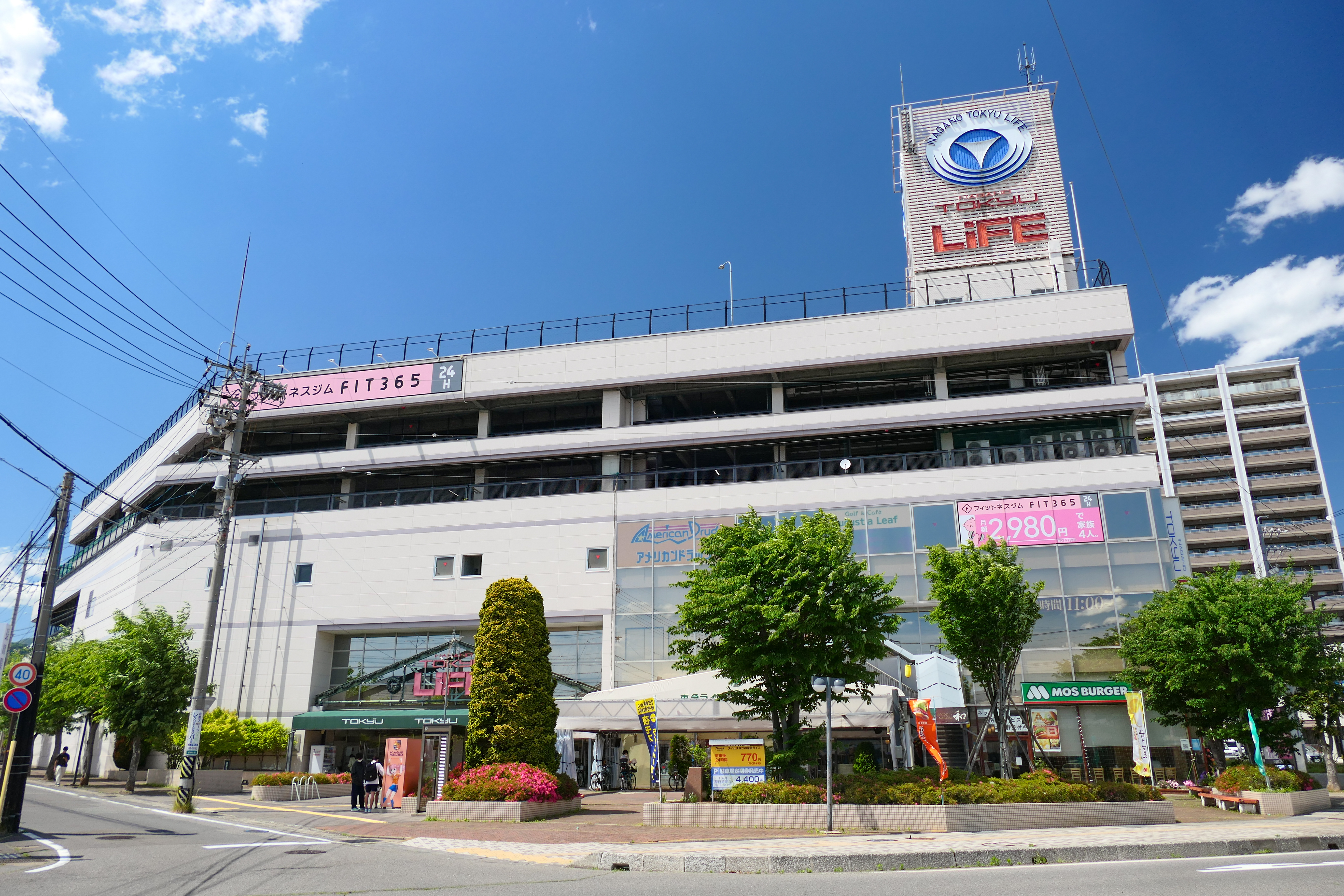
ながの東急ライフ

- 吉田の大イチョウ - 市天然記念物（旧県天然記念物）
  - 皇足穂吉田大御神宮（吉田神社） - ※旧社地（浅川水害常習地帯のため移転）
- 日本年金機構長野北年金事務所
- 長野市立吉田小学校
- 長野電鉄信濃吉田駅
- ノルテながの
  - 長野市役所 吉田支所
  - 長野市立吉田公民館
  - 長野市吉田児童センター
  - 長野市保健所 吉田保健センター
  - 吉田地区住民自治協議会
  - 吉田商工振興会
  - 八十二銀行 吉田支店
- JAながの 吉田支所
- ながの東急ライフ
- 信濃吉田駅前A-2ビル
- 長電タクシー 本社・長野営業所
- 長野信用金庫 吉田支店
- 中部電力 長野電力センター
- 中部電力 長野資材センター
- 長野電鉄 吉田変電所
- 善敬寺
- 浄専寺
- 信行寺 (長野市)
- 本覚寺 (長野市)
- 正宗寺 (長野市)
- 天周院
- 永祥寺 (長野市)

### 吉田四丁目
- デリシア 吉田店
- サーパス北長野
- 真如苑 信越本部
- 吉田東町郵便局
- ポリテクセンター長野

### 吉田五丁目
- 長野運動公園

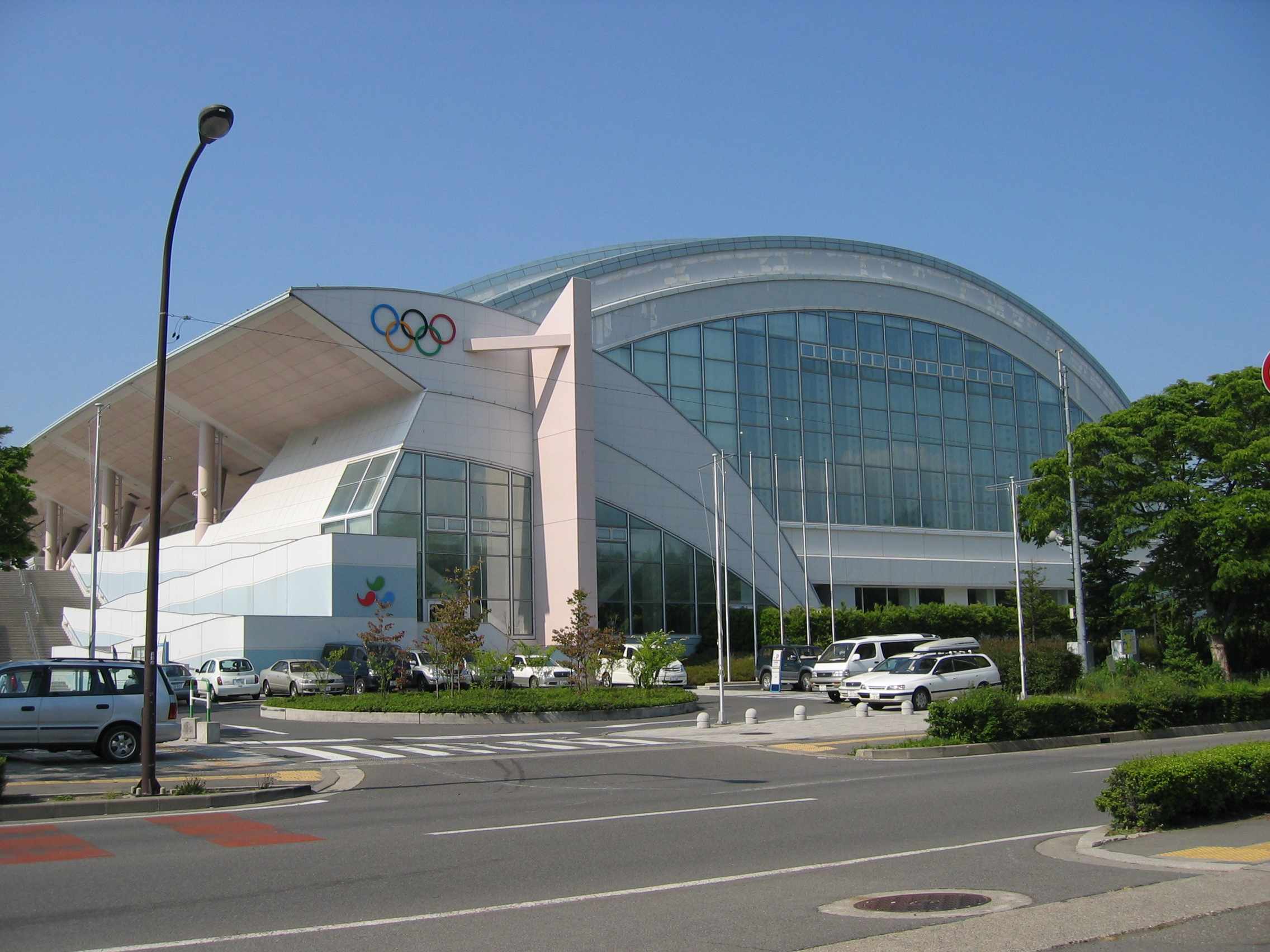
アクアウィング

  - アクアウィング（総合市民プール） - 長野オリンピック アイスホッケーB会場
  - 総合体育館
  - 弓道場
  - 陸上競技場
  - サブトラック
  - 運動広場
  - テニスコート
  - マレットゴルフ場
  - 中央広場（徒渉池）
- 長野県営野球場
- 長野市東長野老人憩の家
- 弥栄神社 (長野市吉田)
- 洞仙寺